# Silver Bowl 1986
Der Silver Bowl 1986 im Badminton fand Ende Juni 1986 in Melbourne statt.

## Finalresultate
| Disziplin    | Sieger                                   | Finalist                          | Ergebnis    |
| ------------ | ---------------------------------------- | --------------------------------- | ----------- |
| Herreneinzel | Hermawan Susanto                         | Richard Mainaky                   | 17-14, 15-3 |
| Dameneinzel  | Julie McDonald                           | Sarwendah Kusumawardhani          | 11-9, 11-7  |
| Herrendoppel | Michael Scandolera Darren McDonald       | Shinji Matsuura Glen Doran        | 15-10, 15-4 |
| Damendoppel  | Sarwendah Kusumawardhani Rosiana Tendean | Erma Sulistianingsih Dwi Elmiyati | 15-7, 15-6  |
| Mixed        | Graeme Robson Toni Whittaker             | Michael Scandolera Rhonda Cator   | 18-15, 15-6 |